# Huta Franciszka
Huta Franciszka – fabryka porcelany w Bykowinie (obecnie dzielnica Rudy Śląskiej), która działała w latach 1929–1930 oraz 1932–1988.

## Nazwy
Pierwotna nazwa to Fabryka Porcelany Czuday w Bykowinie S.A.
od 1932 roku Bykowina Fabryka Porcelany Sp. z o.o.
od 1933 roku Polska Fabryka Porcelany Spółka z o.o. Huta Franciszka Górny Śląsk
w czasie II wojny światowej: Porzellanfabrik Franzhütte GmbH, Porzellanfabrik Franzhütte Richard Czuday KG
od 1952 roku Bogucice Zakłady Porcelany, Zakład nr 2 – Bykowina.

## Historia
Pierwszy zakład otwarty przez Ryszarda i Józefa Czudayów nosił nazwę Elektro-Porcelana-Czudaywerke, powstał w Roździeniu w 1920 roku i produkował głównie ceramikę techniczną. W 1923 roku spółka Giesche wykupiła większość udziałów firmy (zob. Porcelana Śląska). Fabryka Porcelany Czuday w Bykowinie S.A. została założona przez Ryszarda Czudaya w 1929 roku i znajdowała się w Bykowinie na terenie wówczas opuszczonej od 25 lat huty cynku Franz. Z końcem 1930 roku została zamknięta, lecz wznowiła działalność w 1932 roku jako Bykowina Fabryka Porcelany Sp. z o.o. W początku 1933 roku, po przejęciu majątku spółki przez komunalną Kasę Oszczędności Powiatu Katowickiego, powołana została nowa firma pod nazwą Polska Fabryka Porcelany Spółka z o.o. Huta Franciszka Górny Śląsk, która produkowała porcelanę stołową i dekoracyjną.
We wrześniu 1939 fabryka została przejęta przez Urząd Powierniczy Wschód i działała pod nazwą Porzellanfabrik Franzhütte GmbH, jednak zarządcą pozostał Ryszard Czuday, który w 1944 roku wykupił swoje niegdysiejsze przedsiębiorstwo, funkcjonowało ono od tego czasu pod nazwą Porzellanfabrik Franzhütte Richard Czuday KG. W 1945 lub 1946 roku zakład został upaństwowiony i od 1950 roku podporządkowany fabryce w Bogucicach, działał jako Bogucice Zakłady Porcelany, Zakład nr 2 – Bykowina. Fabryka została zamknięta w 1988 roku, a zabudowania wyburzono.
W Bykowinie stosowano różne warianty znaków, najbardziej znany jest napis „Huta/Fran/ciszka”, który podczas wojny przybrał niemiecką formę „Franz/hütte”.